# Šroubový pohyb
Šroubový pohyb je pohyb, který lze popsat jako složení dvou pohybů: Otočení kolem dané osy o a posunutí ve směru této osy. Velikost posunutí je přitom přímo úměrná velikosti otočení. Konstantou této přímé úměrnosti je {\displaystyle v_{0}} – redukovaná výška závitu.
{\displaystyle h=v_{0}\varphi \,} kde
- {\displaystyle h} – velikost posunutí,
- {\displaystyle \varphi } – úhel otočení (v radiánech).

Jak název napovídá, šroubový pohyb vykonává šroub, který je šroubován vzhledem k pevné (klidové) matici, resp. matice vzhledem k pevnému (klidovému) šroubu. 
Speciálním případem je rovnoměrný šroubový pohyb, složený z rovnoměrného otáčení (všechny body tělesa mimo osu otáčení mají konstantní úhlovou rychlost {\displaystyle \omega ={\frac {\mathrm {d} \varphi }{\mathrm {d} t}}}) a rovnoměrného přímočarého posuvného pohybu.
Při zobrazení v Mongeově promítání bude osa o vždy kolmá k půdorysně.
Terminologická poznámka: Šroubový pohyb je složený pohyb nebodového tělesa. Jako o šroubovém pohybu se však často hovoří i u pohybu bodu (bodové částice), kdy je správnějším pojmem pohyb po šroubovici. Je vhodné proto říkat, že body matice se pohybují po šroubovici  (nikoli šroubovým pohybem) vzhledem k pevnému šroubu, či že nabitá částice se v homogenním magnetickém poli obecně vykonává rovnoměrný pohyb po šroubovici (nikoli šroubový pohyb).

## Smysl šroubového pohybu v závislosti na orientaci složek pohybu

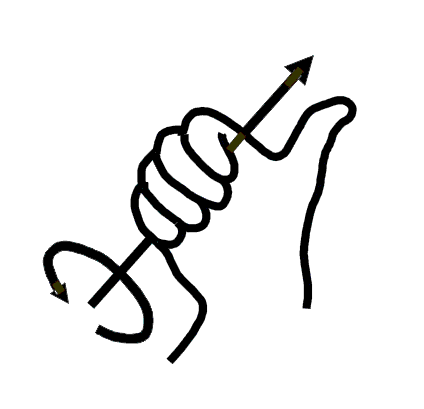
Pravidlo pravé ruky

K určení šroubového pohybu jsou nutné následující údaje: osa o, redukovaná výška v0 a smysl pohybu.
Smysl šroubového pohybu v závislosti na orientaci složek pohybu je buď pravotočivý nebo levotočivý. Názorně je dán pravidlem pravé resp. levé ruky – viz obrázek (pokud zahnuté prsty směřují od dlaně ve směru otočení, palec příslušné ruky musí směřovat ve směru posunutí).
V Mongeově promítání bude osa o vždy kolmá k půdorysně. Orientace posunutí se značí šipkou směrem dolů, šipka otočení vyznačená osou otáčení v půdorysu (o1) směřuje u pravotočivého pohybu doprava, u levotočivého doleva.